# Margret Grewenig
Margret Grewenig (* 1955 in Dudweiler, Saarland) ist eine deutsche Goldschmiedin und Schmuckdesignerin.
Grewenig begann nach ihrer Ausbildung zur Goldschmiedin im elterlichen Betrieb ein Studium an der Staatlichen Zeichenakademie Hanau u. a. bei Rüdiger Lorenzen. 1980 legte sie ihre Meisterprüfung ab. Zusätzlich absolvierte sie ein Studium der Metallbildhauerei bei Eberhard Fiebig an der Gesamthochschule Kassel, in den Jahren 1981 und 1982 hatte sie einen Lehrauftrag an der Fachhochschule für Kunst Köln bei Peter Skubic.

## Auszeichnungen
- 1983 „Gute Form“ Frankfurt
- 1984 „Trier Kunsthandwerkpreis“ Staatspreis u. Förderpreis f. d. Kunsthandwerk. Rheinland-Pfalz

## Veröffentlichungen
- Ausstellungskatalog „Gute Form“, Frankfurt 1983
- Ausstellungskatalog „Staatspreis und Förderpreis für das Kunsthandwerk“ 1984;
- Borrmann, Gottfried, Kunsthandwerk in Rheinland-Pfalz, Mainz 1985
- sowie seit 1982 diverse Artikel in Printmedien